# Quarup (romance)
Quarup é um romance do escritor brasileiro Antônio Callado publicado em 1967.

## Sinopse
A ação de Quarup transcorre no período que vai da queda final de Getúlio Vargas (1954) ao golpe militar de 1964 e mostra, sob a ótica do jovem padre Nando, a realidade social e política do Brasil desses tumultuados dez anos.
O padre Nando, um jovem ingênuo, puro e idealista, tem o sonho de reconstituir no Xingu uma civilização semelhante a que existiu nas Missões jesuíticas do sul do Brasil na época colonial e, para isso, tem que ir ao Rio de Janeiro, então capital do país, para obter a necessária licença do Serviço de Proteção ao Índio (SPI), órgão que deu origem à atual FUNAI.
No Rio, toma contato com a sociedade permissiva do sexo livre e das drogas e com a corrupção política, pois os dirigentes do SPI desejam manipular o projeto de Nando em proveito próprio.
A segunda parte do livro transcorre no Xingu, em duas ocasiões diferentes: durante o quarup, ritual indígena, que funciona para Nando e outros personagens do romance como um rito de passagem, e durante a expedição para instalação do marco que identifica o centro geográfico do país, onde constata que o esforço despendido e a coragem demonstrada pelos expedicionários são inúteis para evitar um resultado frustrante. Na Amazônia, Nando se apaixona por Francisca, com quem mantém relações sexuais.
Na terceira parte, Nando, que já deixou a vida sacerdotal, está com Francisca  em Pernambuco. Inicialmente, trabalha na alfabetização de adultos, mas, com o golpe de 1964, é preso, pois esta atividade educativa era vista como subversão. Francisca viaja para a Europa e, depois de solto, Nando passa então a viver uma vida despreocupada, centrada apenas no sexo, se transformando, conforme suas próprias palavras, em apóstolo do amor. Mas, após passar por várias experiências traumáticas, resolve aderir à luta armada contra o regime militar.

## Tradução
O livro foi traduzido para o francês pelo escritor belga Conrad Detrez.

## Adaptação
Em 1989, a obra foi filmada pelo cineasta Ruy Guerra. O filme Kuarup, com Taumaturgo Ferreira no papel de Nando e Fernanda Torres como Francisca, disputou o Festival de Cannes daquele ano.